# Natagaima brevipennis
Natagaima brevipennis är en insektsart som beskrevs av Max Beier 1960. Natagaima brevipennis ingår som enda art i släktet Natagaima och familjen vårtbitare. Inga underarter finns listade i Catalogue of Life.